# 本田ゆみ子
本田 ゆみ子（ほんだ ゆみこ、2月19日 - ）は、日本のファッションモデル。東京都出身。プレステージ所属。

## 略歴
- 15歳で装苑の専属モデルになり17歳のときに東映ミス白雪姫のキャンペーンガールに5000人から選ばれる

- ドラマ、CMで活躍

- 短期大学卒業後はCM、ファッション誌の仕事に重点を置く

- 1991年～結婚後タイ・バンコク、ドイツ・フランクフルトでの海外駐在のため引退

- 2008年〜モデルに復帰する

## 出演
CM
～1991年
- 日清食品どん兵衛（山城新伍 、川谷拓三）共演

- クレアラシル

- ジャノメミシン

- ユニチャーム（笑福亭鶴瓶）共演

- マルハチ真綿（高見山）共演

- ダイキン

- M &M

- パオパオ杏仁豆腐

- ハウスうまかっちゃん

- レンタルのニッケン（レオナルド熊）共演

- ハヤミズ家具センター

- ヨドバシカメラ

- 朝日生命（武田鉄矢）共演

2008年〜
- ニッスイ大きな大きな焼きおにぎり

- ドモホルンリンクル

- ロート製薬50の恵み

- カネボウエビィータ

- ニプロ(支える指導士)

- 大正製薬

- たかの友梨

- 花王セグレタWeb

- ユーキャン

テレビドラマ
- 1980年9月1日〜1981年3月30日
  - 生徒諸君（マール役）テレビ朝日

- 1981年10月28日〜1982年3月24日
  - 消防官物語 TBS

- 1983年1月20日〜1983年7月28日
  - 出逢いめぐり逢い TBS
- 噂の刑事トミーとマツ

ファッション誌
- 装苑

- CanCam

- フィーメール

- ブライダル特集

- ゼクシー

## 人物
- 特技　タイ語ドイツ語

- 趣味　タイ料理、フラワーアレンジメント、クラシックバレエ